# Johan Frederik Berkel
Johan Frederik Berkel (Lage Vuursche, 27 augustus 1899 – Apeldoorn, 9 december 1971) was een predikant van de Nederlandse Hervormde Kerk.
Hij werd predikant in Schoonebeek op 21 september 1924 en hierna stond hij vanaf 1929 in Apeldoorn. Van 1947 tot aan zijn overlijden in 1971 was hij hofpredikant. In deze functie leidde hij op 8 december 1962, samen met dominee G.I.P.A.B. Forget van de Waalse kerk, de uitvaartdienst van koningin Wilhelmina.
Over de jaren na haar troonsafstand, toen Wilhelmina woonachtig was op paleis Het Loo (1948-1962), schreef Berkel een boek getiteld Een ingezetene van Apeldoorn. Daarin vertelt Berkel onder andere dat Wilhelmina "voor de georganiseerde kerk, met haar bepalingen, besluiten, kerkorden en regelingen […] niet veel goed woorden over [had]" en dat ze een afkeer had van een strakke liturgie. Wilhelmina stond daarentegen wel sympathiek tegenover de kerk als "boodschapper van het evangelie [en] als draagster van het zendingswerk in de wereld". In dit boek klinkt naast bewondering ook voorzichtige kritiek door op de geloofsbeleving van de voormalige vorstin: "Koningin Wilhelmina zag het heel groot en heel hoog, maar hield in deze dingen te weinig rekening met de werkelijke aardse toestand in een zondige mensenwereld."
- International Standard Name Identifier: 0000 0003 9485 843X
- Nederlandse Thesaurus van Auteursnamen: 071783938
- Virtual International Authority File: 289399012
- WorldCat: E39PBJd3KfqB8HP4YQ4jf4X68C